# Piglio

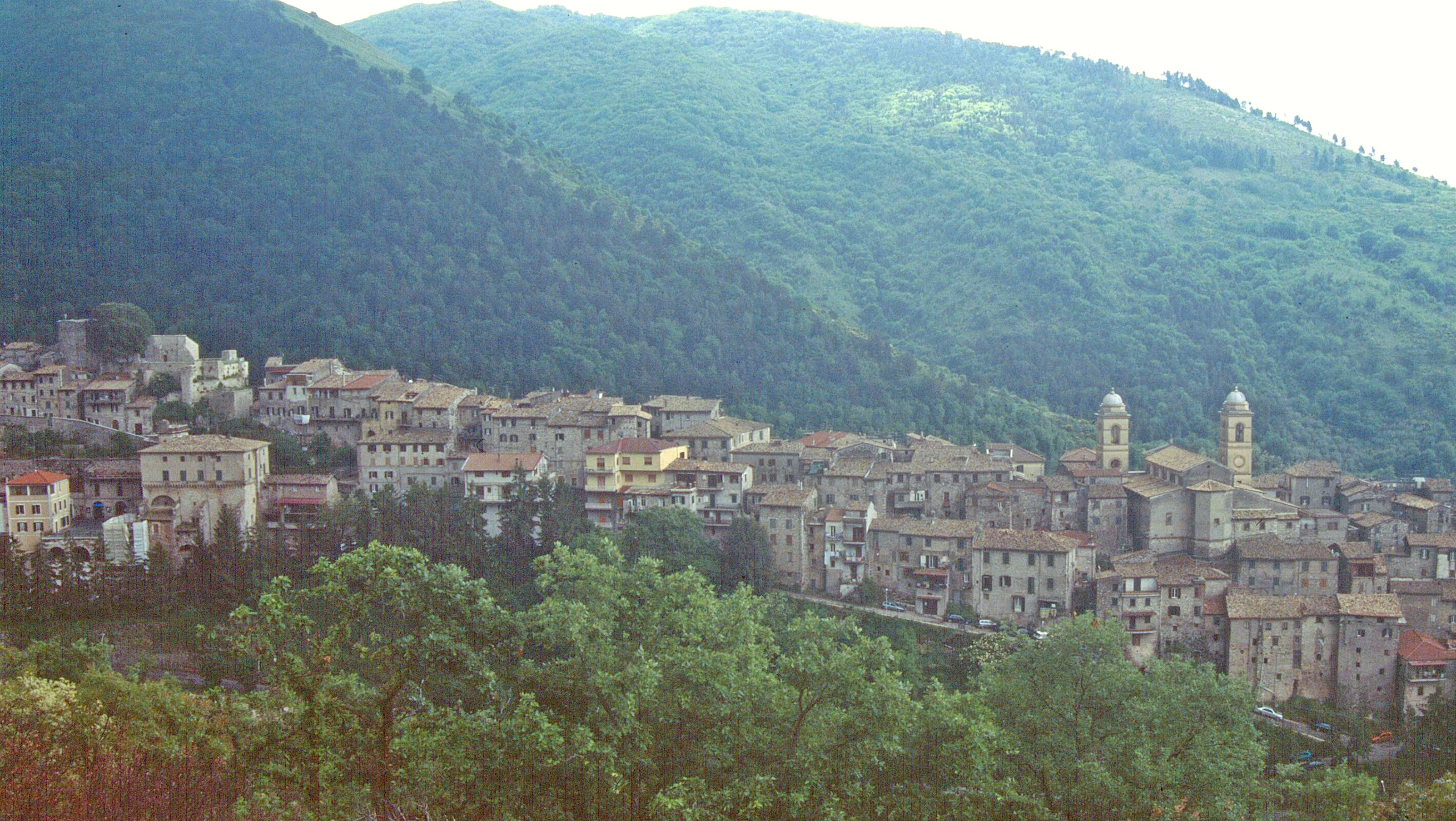

Piglio ist eine italienische Gemeinde in der Provinz Frosinone in der Region Latium mit 4331 Einwohnern (Stand 31. Dezember 2023). Sie liegt 63 km östlich von Rom und 38 km nordwestlich von Frosinone.

## Geographie
Piglio liegt auf einem Ausläufer des Monte Scalambra in Panoramalage zwischen den Tälern des Sacco und des Aniene.
Es ist Mitglied der Comunità Montana Monti Ernici.
Die Nachbargemeinden sind Acuto, Anagni, Arcinazzo Romano, Fiuggi, Paliano, Serrone und Trevi nel Lazio.

## Geschichte
Piglio war eine Siedlung der Herniker, die möglicherweise mit dem Capitulum Hernicum identisch war, von dem Strabon berichtete. 1088 wird der Ort als Castrum Pileum erstmals erwähnt. Im 11. Jahrhundert gehörte es den Bischöfen von Anagni. 1347 eignete sich Cola di Rienzo den Ort an. Nach dessen Sturz kam er an die Colonna.

## Bevölkerungsentwicklung
| Jahr      | 1881 | 1901 | 1921 | 1936 | 1951 | 1971 | 1991 | 2001 |
| --------- | ---- | ---- | ---- | ---- | ---- | ---- | ---- | ---- |
| Einwohner | 3040 | 3257 | 3917 | 4414 | 4641 | 4357 | 4734 | 4700 |

Quelle: ISTAT

## Politik
Nazzareno Gabrieli wurde im Juni 2004 zum Bürgermeister gewählt. Am 25. Mai 2014 wurde Mario Felli neuer Bürgermeister.

## Kulinarische Spezialitäten
Piglio ist Zentrum des Anbaugebiets des Rotweins Cesanese del Piglio, des zurzeit einzigen DOCG-Weins in Latium.